# Jasmin Hukić
Jasmin Hukić, bosanski košarkar, * 15. avgust 1979, Tuzla, Bosna in Hercegovina.
Jasmin Hukić je svojo športno pot pričel pri Sloboda Dita iz Tuzle, leta 2001 je prestopil k Olimpiji, kjer je nastopal 2 sezoni in povprečno dosegal nekaj več kot 10 točk in 3 skoke. Iz Ljubljane se je nato preselil v Izrael k Hapoelu, (13,5 točk, 4,4 skoki na tekmo v izraelski prvi ligi), nato pa je nastopal za Hemofarm iz Vršca in osvojil naslov prvaka NLB lige. Povprečno je v Vršcu dosegal 13,5 točk in 4,8 skoka v srbskem državnem prvenstvu in nekaj manj v NLB ligi in pokalu ULEB. Sezono 2005/2006 je sklenil v Rusiji (Ural Great Perm), po koncu sezone pa se je vrnil v Evroligo s poljskim Prokomom iz Sopota, kjer je igral povprečno 23 minut in dosegal nekaj več kot 7 točk in 3 skoke na tekmo. Pred začetkom sezone 2007/08 pa se je vrnil v Ljubljano k Olimpiji. Hukića, ki lahko igra na poziciji krila in krilnega centra, odlikuje pozitiven karakter, je prava popestritev za vsako garderobo, na parketu pa se nasprotniki bojijo predvsem njegovih metov za 3 točke. Zadnjo sezono 2013/14 igra v Krki v Novem mestu.